# Sterbekommunion

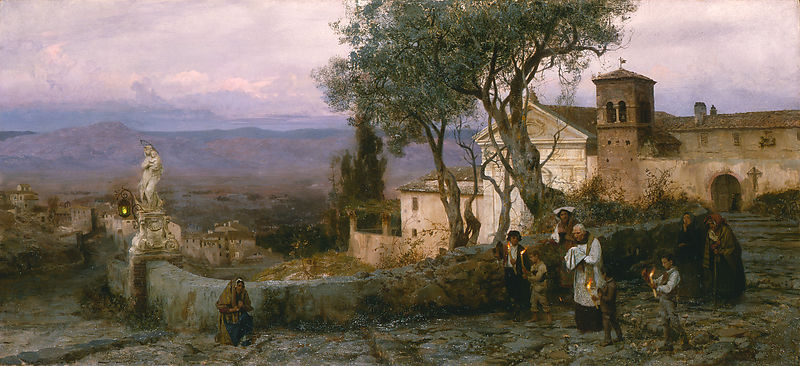
Viaticum, Henryk Siemiradzki, 1889

Sterbekommunion bezeichnet den Empfang der Kommunion in der Sterbestunde. Sie wird auch Wegzehrung (lateinisch: viaticum) genannt. Im römischen Ritus der katholischen Kirche wird sie dem Sterbenden innerhalb oder außerhalb der Feier einer heiligen Messe gereicht.

## Ablauf
Bei einer Feier der heiligen Messe im Beisein des Kranken, etwa im Krankenzimmer, kann die Wegzehrung unter den Gestalten von Brot und Wein empfangen werden. Falls der Sterbende die Kommunion nicht unter der Gestalt des Brotes empfangen kann, kann er auch nur die Kelchkommunion empfangen. Die Teilnehmer an dieser heiligen Messe können ebenfalls unter beiden Gestalten kommunizieren. Auch ohne Messfeier soll die Wegzehrung möglichst im Rahmen eines Wortgottesdienstes gespendet werden. Er beginnt mit Schuldbekenntnis und Vergebungsbitte. Es folgen eine Schriftlesung, das Glaubensbekenntnis und Fürbitten. Die Spendung der Wegzehrung wird mit dem Beten des Vaterunser eingeleitet.
Hat jemand, der in Lebensgefahr schwebt, an dem Tag bereits kommuniziert, so kann er die heilige Kommunion ein zweites Mal als Wegzehrung empfangen. Gegebenenfalls können mit der Wegzehrung auch die Sakramente der Buße und der Krankensalbung gespendet werden. Hat der Sterbende das Sakrament der Firmung noch nicht empfangen, kann es ebenfalls durch den Priester gespendet werden. Die Wegzehrung kann durch Priester, Diakone oder Kommunionhelfer gereicht werden.

## Versehgang
In früheren Jahren ging in ländlichen Gebieten der Priester in Begleitung eines Ministranten in Chorkleidung zum Haus des Kranken, um diesen mit den Sakramenten zu „versehen“; man sprach von einem Versehgang. Der Ministrant trug ein Licht und eine kleine Schelle, um Entgegenkommende auf die Gegenwart des Allerheiligsten aufmerksam zu machen.
Heute kommt der Priester meist allein ins Haus, zur Spendung der Krankensalbung soll sich aber, wo immer möglich, eine kleine Gemeinde versammeln. Die geweihte Hostie wird in einer Pyxis mitgeführt, das Blut Christi in einem verschließbaren Gefäß.
Im Haus des Kranken soll, wenn möglich, ein mit einem weißen Tuch bedeckter Tisch für die heiligen Öle, Kerzen und ein Gefäß mit Weihwasser mit Aspergill oder einem Zweig zum Besprengen mit Weihwasser bereitgestellt werden. Hierzu war vielfach in den Familien eine sogenannte Versehgarnitur mit den nötigen Ausstattungsgegenständen vorhanden.

## Geschichte
Bereits das Erste Konzil von Nicäa hatte im Jahr 325 festgestellt, dass die Sterbekommunion niemandem vorenthalten werden dürfe. Seit dem Rituale Romanum von 1614 trat die „Letzte Ölung“ als Sterbesakrament an die Stelle des Viaticums, bis das Zweite Vatikanische Konzil die Sterbekommunion wieder in den Mittelpunkt der Sterbebegleitung stellte.
Die Spendeformel lautete seit dem 12. Jahrhundert:
Accipe, frater (soror), Viaticum Corporis Domini nostri Jesu Christi, qui te custodiat ab hoste maligno, et perducat in vitam aeternam. Amen.

Empfange, Bruder (Schwester), die Wegzehrung des Leibes unseres Herrn Jesus Christus, der dich behüte vor dem bösen Feind und dich geleite ins ewige Leben. Amen.
Ansonsten war der Ritus der Sterbekommunion ab dem Rituale Romanum von 1614 mit dem Ritus der Krankenkommunion identisch.